# 蘇維埃茨基區 (馬里埃爾共和國)
56°45′N 48°29′E / 56.750°N 48.483°E
蘇維埃茨基區（俄语：Советский район），是俄羅斯的一個區，位於該國西部，由馬里埃爾共和國負責管轄，面積1,421平方公里，2010年人口31,081，人口密度每平方公里21.87人。